# Philip Yancey
Philip Yancey (Atlanta, 4 novembre 1949) è un giornalista, scrittore e educatore statunitense.

## Biografia
Giornalista e scrittore religioso, laureato all'Università di Chicago, i suoi libri hanno avuto tirature superiori ai 14 milioni di libri in tutto il mondo, rendendolo uno dei più venduti autori del cristianesimo protestante. Ha ricevuto inoltre diversi premi letterari e religiosi.
Yancey è stato per molti anni uno dei principali giornalisti della rivista Christianity Today e ha scritto articoli per Reader's Digest, The Saturday Evening Post, Publishers Weekly, Chicago Tribune Magazine, Eternity, Moody Monthly, and National Wildlife. Attualmente vive in Colorado, è membro del Comitato direttivo di Christianity Today e del Consiglio editoriale di Books & Culture, altra rivista affiliata a Christianity Today. Inoltre viaggia spesso svolgendo un'attività internazionale di oratore e conferenziere.
Nel 2023 ha rivelato di essere affetto dalla malattia di Parkinson. 

## Opere
- After the Wedding (1976)
- Where Is God When It Hurts? (1977), Premio Gold Medallion Book Award (ed. aggiornata 1990, edizione speciale 2001) ISBN 0-310-35411-0
- Secrets of the Christian Life (1979) (autore insieme a Tim Stafford e inizialmente pubblicato come 'Unhappy Secrets of the Christian Life') ISBN 0-310-35481-1
- Fearfully and Wonderfully Made (1980) - autore insieme al medico Paul W. Brand (Premio Gold Medallion Book Award) ISBN 0-310-35451-X
- Open Windows (1982) ISBN 0-8407-5960-6
- Insight (1982)
- In His Image (1984) - autore insieme al medico Paul W. Brand (Gold Medallion Book Award) ISBN 0-310-35501-X
- NIV Student Bible (1986) - con Tim Stafford (Gold Medallion Book Award) ISBN 0-310-92664-5
- Disappointment With God (1988) Premi Gold Medallion Book Award e Christianity Today's Book of the Year ISBN 0-310-51780-X
- I Was Just Wondering (1989) - estratti da libri & articoli precedenti ISBN 0-86347-460-8
- Praying with the KGB: A Startling Report from a Shattered Empire - (1992) ISBN 0-88070-511-6
- Discovering God: A Devotional Journey Through the Bible (1993)
- Pain: The Gift Nobody Wants (1993) - insieme al medico Paul W. Brand; nuova ed. 1997 col titolo The Gift of Pain (Premio Gold Medallion Book Award) ISBN 0-06-017020-4
- The Jesus I Never Knew (1995) (Premi Gold Medallion Book Award e ECPA Christian Book of the Year) ISBN 0-310-38570-9
- Finding God in Unexpected Places (1995) (ed. aggiornata 2005) ISBN 0-385-51309-7
- What's So Amazing About Grace? (1997) (Premi Gold Medallion Book Award & ECPA Christian Book of the Year) ISBN 0-310-21327-4
- The Bible Jesus Read (1999) Gold Medallion Book Award ISBN 0-310-22834-4
  - La Bibbia che Gesù leggeva. L'Antico Testamento (2003), Claudiana ISBN 8870164462
- Reaching for the Invisible God (2000) ISBN 0-310-23531-6
- Meet the Bible: A Panorama of God's Word in 366 Daily Readings and Reflections (2000) - insieme a Brenda Quinn
- Soul Survivor: How Thirteen Unlikely Mentors Helped My Faith Survive the Church (2001) ISBN 0-385-50274-5
- Church: Why Bother?: My Personal Pilgrimage (2001) Gold Medallion Book Award ISBN 0-310-20200-0
- Soul Survivor: How Thirteen Unlikely Mentors Helped My Faith Survive the Church, Doubleday, 2002. ISBN 978-0-385-50275-7
- Rumors of Another World (2003) con nuovo titolo A Skeptic's Guide to Faith (2009) ISBN 0-310-25217-2 , ISBN 978-0-310-32502-4
- In the Likeness of God (2004) - edizione speciale dedicata al Dr. Paul Brand col titolo Fearfully and Wonderfully Made e In His Image ISBN 0-310-25742-5
- Designer Sex (2005) - libretto di 32pp.
- Finding God in Unexpected Places: Revised Edition, Doubleday, 2005. ISBN 978-0-8355-1309-8
- When We Hurt: Prayer, Preparation & Hope for Life's Pain (2006)
- Prayer: Does It Make Any Difference? (2006) ISBN 0-310-27105-3; ISBN 978-0-310-27105-5
- What Good Is God? (2010) ISBN 0-446-55985-7; ISBN 978-0-446-55985-0